# 戀眼鏡
戀眼鏡是一種認為戴眼鏡的人有性吸引力的戀物癖類型範疇包括在從事性行為或其他行為時配戴眼鏡、太陽眼鏡或彩色隱形眼鏡，在眼鏡上射精等。在ACG次文化中，一些角色會因為戴眼鏡而被認為具有性魅力，男性稱為眼鏡男，女性稱為眼鏡娘。

## 外部連結
- 维基共享资源上的相關多媒體資源：戀眼鏡